# Bob Eubanks
Bob Eubanks (ur. 8 stycznia 1938) – amerykański prezenter telewizyjny i osobowość radiowa.

## Wyróżnienia
Posiada swoją gwiazdę na Hollywoodzkiej Alei Gwiazd.